# Hoofdverkeersroute E
De Hoofdverkeersroute E was volgens de lettering van hoofdverkeersroutes de weg van Amsterdam via Wassenaar naar Den Haag. Tussen Amsterdam en Nieuw-Vennep liep deze weg samen met de Hoofdverkeersroute D en tussen Sassenheim en Den Haag met de Hoofdverkeersroute G. De weg liep destijds over de rijksweg 4. Tegenwoordig wordt deze route ongeveer gevormd door de A4, A44 en N44.

## Geschiedenis
In 1937 werd de hoofdverkeersroute E ingesteld. Deze letter verscheen op de kilometerpalen en hectometerpaaltjes naast de weg. In 1957 werd weglettering vervangen door de Wegnummering 1957. Hierdoor kreeg de route tussen Amsterdam en Nieuw-Vennep het nummer E10 en tussen Sassenheim en Den Haag N99. Het deel tussen Nieuw-Vennep en Sassenheim was in deze nieuwe wegnummering ongenummerd. 